# فرانچسکو فانلی

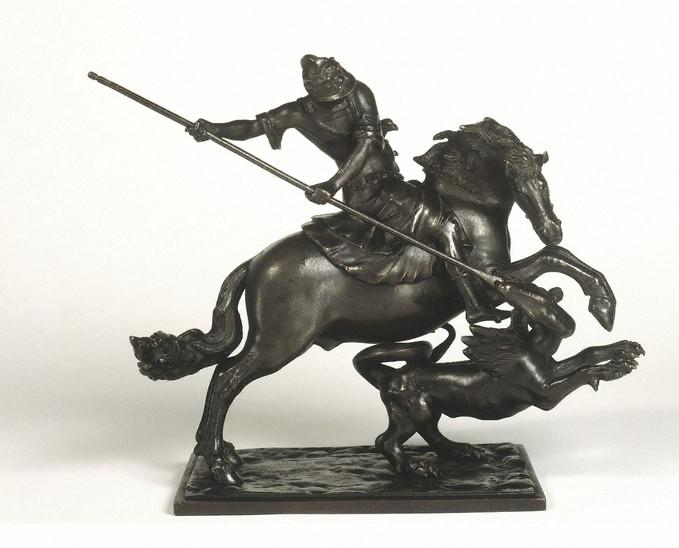
مجسمه سال ۱۶۴۰

فرانچسکو فانلی (۱۵۹۰–۱۶۵۳) مجسمه‌ساز ایتالیایی، متولد فلورانس که بیشتر دوران کاری خود را در انگلیس گذراند.
وی اگر چه تحت تعلیم جیام بولوگنا نبوده اما احتمالاً با او در تماس بوده‌است، پس از ان شاگرد پیترو فرانساویلا و پیترو تاکا بوده‌است.
همچنین او در سال ۱۶۰۹ تا ۱۶۱۰ در جنوا کار می‌کرده است. و پس از آن به لندن رفته و شروع به کار مجسمه‌سازی با عاج کرده‌است.